# Muertes poco naturales
Muertes poco naturales (título original en inglés: Unnatural Causes) es la tercera novela de la escritora británica P. D. James. En esta obra publicada en el año 1967, la escritora británica hace una vez más gala de su capacidad para construir tensiones y pasiones humanas.

## Argumento
Adam Dalgliesh buscaba tranquilidad en la costa de Suffolk, donde siempre pasaba sus vacaciones. Su tía, la única familiar que tenía con vida, lo esperaba como todos los años. Solo que esta vez recibieron la visita de un grupo de escritores amigos de ella, residentes de Suffolk, pidiéndole ayuda. Al parecer, Maurice Seton, un escritor de novelas policiales de mala fama, había desaparecido hacía unos días, y nadie había vuelto a saber nada de él. 
La inesperada noticia la recibe Dalgliesh cuando aparece el cadáver de Maurice Seton, sobre un bote que flota a la deriva en el mar. Y eso no es lo peor: alguien amputó sus manos. ¿Cuál es el misterio que se esconde tras esta mutilación? ¿Quién es el asesino? A estas preguntas deberá hallar respuesta el comisario del New Scotland Yard, quien se ofrece como investigador voluntario del caso.